# Claudine Guérin de Tencin
Claudine Alexandrine Guérin de Tencin, baronessa de Saint-Martin-de-Ré (Grenoble, 27 aprile 1682 – Parigi, 8 dicembre 1749), è stata una scrittrice francese, madre di Jean Baptiste Le Rond d'Alembert.

## Biografia

### Un'amazzone in un mondo di uomini
Nacque a Grenoble in una famiglia di piccola e recente nobiltà: il suo quadrisavolo, Pierre Guérin, era stato un venditore ambulante, poi fece l'orefice a Romans; il suo trisavolo, Antoine Guérin, giudice a Romans, fu fatto nobile nell'ottobre 1585 da Enrico III per aver protetto la città durante le guerre di religione (le lettere reali furono registrate in Parlamento il 21 marzo 1586); il padre, Antoine Guérin, signore di Tencin, divenne consigliere del Parlamento e poi primo presidente del Senato di Chambéry. La madre, Louise de Buffévent, proveniva da una famiglia della provincia di Vienne e vantava un antenato, Antoine de Buffévent, che aveva seguito san Luigi alle crociate.
Seconda di cinque figli, secondo il costume dell'epoca fu collocata a otto anni nel vicino monastero reale di Montfleury, una ricca abbazia nella quale la regola di san Domenico era ormai notevolmente attenuata. La vita monacale le ripugnava e solo per costrizione prese i voti il 25 novembre 1698 protestando tuttavia, già il giorno dopo e, secondo tutte le regole, davanti a un notaio, per il sopruso di cui ella era stata vittima. Protesta che "suor Augustine" rinnoverà più volte ancora negli anni finché, dopo la morte del padre nel 1705 e vinte le resistenze e l'ipocrisia della madre, poté lasciare Montfleury nel 1708 per trovare rifugio, l'anno dopo, curiosamente in un altro convento, quello di Sainte-Claire ad Annonay, la cui badessa, Madame de Vivarais, era sorella di un suo cognato, Charles-Augustin de Ferriol d'Argental.
Lasciare la vita monacale ed essere accolta in un convento appare strano oggi come lo fu allora: le malelingue sostennero che Claudine vi trovò un rifugio ideale per partorire due gemelli il cui padre sarebbe stato Arthur Dillon, luogotenente generale del maresciallo de Médavy. Ma erano calunnie: così almeno stabilì l'inchiesta che riconobbe la sua innocenza sciogliendola dai voti religiosi il 5 novembre 1712 e riconoscendo la violenza subita nel momento di prendere il velo.

### Un figlio segreto e un cardinale per amante

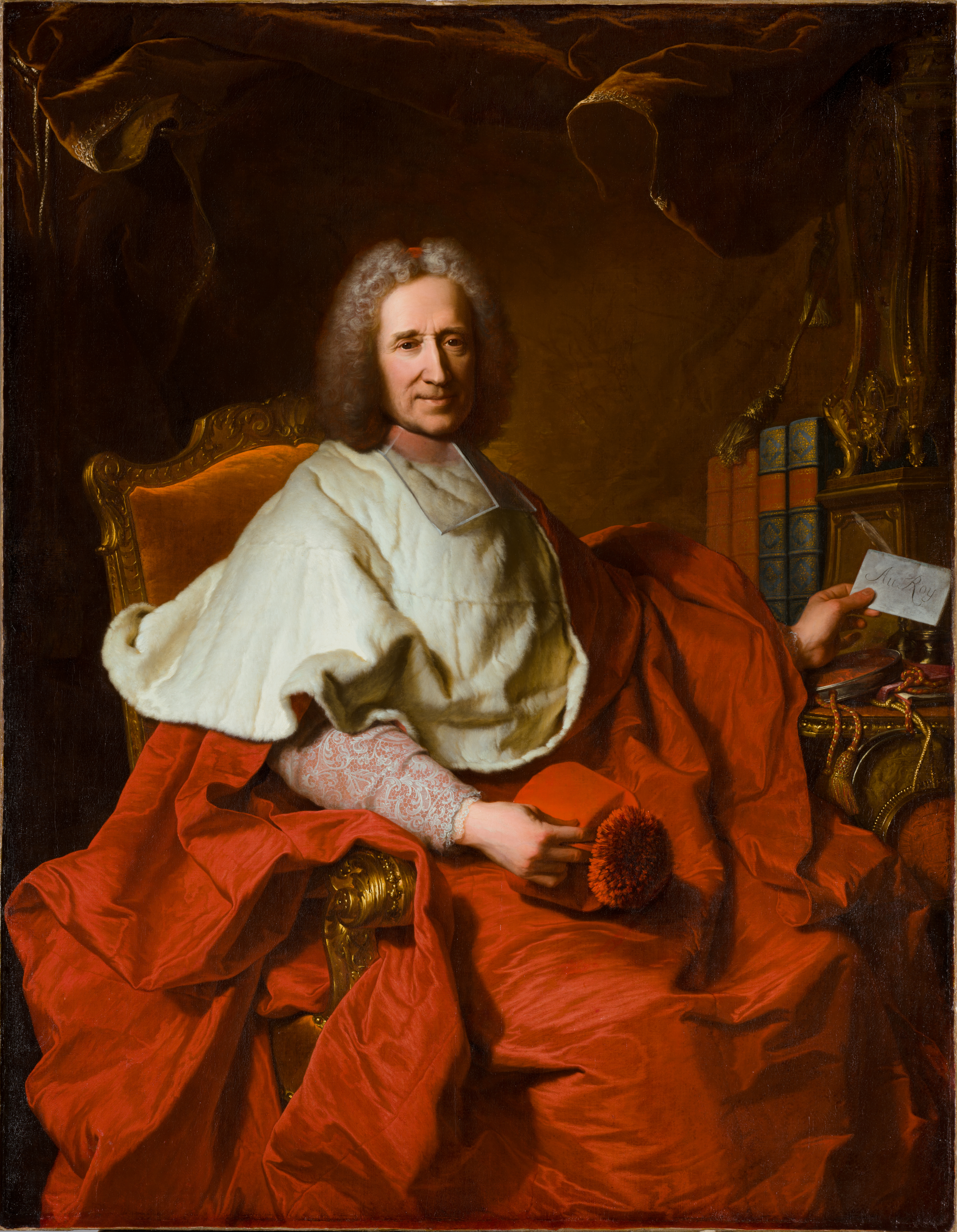
Il cardinale Guillaume Dubois

Claudine non attese la sua riduzione allo stato laicale per far ritorno a Parigi, accompagnata da Madame de Vivarais, già alla fine del 1711. Si stabilì nel convento di Saint-Chaumont e poi, per motivi di salute, in quello delle domenicane della Croix. Annullati i voti, finì per abitare con la sorella, la contessa d'Argental che ospitava già la celebre Charlotte Aïssé. Qui, negli anni che seguirono, seppe conquistare gli ospiti del salotto della sorella con la vivacità del suo spirito, l'umorismo e la capacità di adattamento, sorprendente in chi, come lei, aveva così poca esperienza della mondanità.
Recuperò ugualmente il tempo perduto, dal momento che nel giugno 1717, rimasta incinta di due mesi a seguito della relazione con il bel luogotenente d'artiglieria Louis-Camus Destouches, e non desiderando che la notizia si divulgasse, si trasferì discretamente, con l'aiuto del fratello, in un appartamento di via Saint-Honoré, sotto il convento della Conception, di fronte a quello dell'Assomption. Qui nacque un figlio – il futuro, celebre d'Alembert – abbandonato il giorno dopo, non si sa se spontaneamente o per forza, il 17 novembre 1717, dinanzi alla chiesa parigina di Saint-Jean-le-Rond. Non ci fu matrimonio per l'opposizione della famiglia dell'ufficiale che tuttavia si preoccupò poi di far educare il bambino, allevato dalla nutrice madame Rousseau, mentre Claudine lo vedrà una volta sola, e quasi di sfuggita, nel 1724.
Claudine, custodito con cura il segreto della sua maternità, poté aprire il suo salotto che ella, fino al 1733, consacrò essenzialmente alla politica. Da quel momento, il suo scopo sembrò quello di sfidare gli uomini sul loro stesso terreno, forse desiderando di prendersi una rivalsa per i ventidue anni passati forzatamente in convento.
Divenuta, a dire di Saint-Simon, pubblica amante del primo ministro, il cardinale Guillaume Dubois, cominciò con l'aiuto di quest'ultimo a favorire la carriera ecclesiastica e politica del fratello Pierre (1679-1758), uomo senza carattere, per il quale ella fece officio di spirito virile; in cambio, ricompensò l'amante cardinale divenendo per lui una preziosa fonte d'informazioni politiche, servendosi di quei suoi amici che avevano accesso alle alte sfere del potere.
Il denaro occupò un posto fondamentale nella vita di Madame de Tencin, che utilizzò molti mezzi per arricchirsi: il 28 novembre 1719 aprì un banco di sconto in via Quincampoix e creò una società in accomandita allo scopo di speculare sulle azioni, riuscendo a triplicare il suo capitale iniziale – più di cinque milioni di euro attuali – con il beneficio dei consigli del finanziere John Law e del proprio amante Guillaume Dubois. Non esitò nemmeno a mettersi in combutta con loschi finanzieri, come dimostra la sua corrispondenza; ma, come scrive il Masson, diede la caccia all'oro per poterla dare al potere e raggiunse entrambi nell'interesse di quel suo mediocre fratello nel quale aveva posto le sue ambiziose speranze. Volle dominare, ma per procura, a causa dell'ingiustizia del tempo che metteva le donne in un ruolo di «animale domestico»: fu quella la volontà della «bella e scellerata canonica Tencin», secondo l'espressione di Diderot. E per ottenere lo scopo, si finse bigotta, lei che lo era così poco.

### Un fratello cardinale molto amato

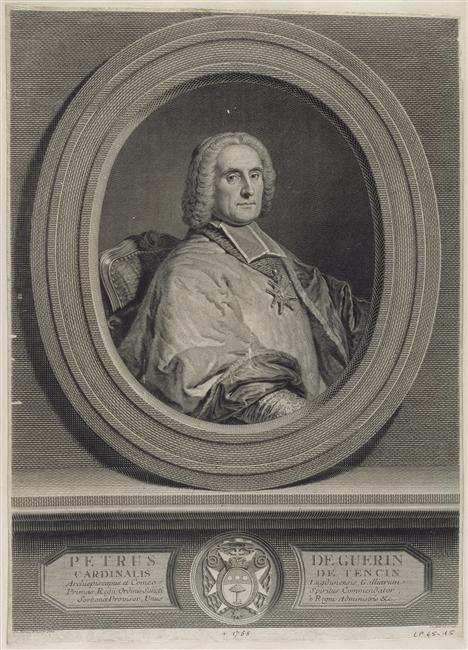
Il fratello, Pierre Guérin de Tencin

Prese infatti le parti del fratello vescovo nella disputa che lo oppose, nel Concilio d'Embrun (1727), al vecchio vescovo giansenista di Senez, Jean Soanen: nell'occasione Madame de Tencin trasformò il suo salotto in un centro di agitazione ultramontano. Così, ogni mezzo fu impiegato nella difesa del fratello e di Roma: Fontenelle e Houdar de la Motte dovettero comporre la gran parte dei discorsi del vescovo Tencin e lei stessa diffondeva ogni settimana bollettini tendenziosi sui lavori del Concilio, che alla fine condannò Soanen. Però Madame non ottenne vantaggi: il cardinale Fleury, stanco di doverla far sorvegliare giorno e notte, si risolse il 1º giugno 1730 a esiliarla, per il bene dello Stato, il più lontano possibile da Parigi. Vi poté tuttavia ritornare dopo quattro mesi passati ad Ablon, in casa della sorella.
In realtà ella, dopo il ritorno dall'esilio nel 1730 mise la sordina ai suoi intrighi religiosi, politici e finanziari, ma non cessò di occuparsene. Il suo maggior progetto era di fare del fratello un cardinale, ma per ottenere lo scopo occorreva l'assenso del re. Non potendo contattare direttamente Luigi XV – che non stima affatto, scrivendo di lui che «ciò che succede nel suo regno sembra non interessarlo» - lo farà indirettamente, attraverso le migliori intermediarie, le sue amanti che dovranno innalzare al cielo le lodi al fratello tanto amato. Così, grazie all'aiuto della duchessa de Châteauroux, Pierre Guérin de Tencin diviene cardinale arcivescovo di Lione nel 1740 e ministro di Stato due anni dopo. Madame de Tencin si trova ora al massimo del prestigio e arriva poco a poco a far dimenticare quel che i suoi inizi ebbero di scandaloso, procurandosi amicizie celebri ed edificanti, come quella del papa Benedetto XIV.
La frequentazione dei diplomatici Lord Bolingbroke e Matthew Prior l'avrebbe introdotta nei risvolti della politica estera mentre quella di consiglieri del Parlamento, come Charles-Joseph de La Fresnaye (nome che ricorda quello di un detestabile personaggio dei Malheurs de l'amour), un banchiere legato alla Curia romana e avvocato del Gran Consiglio, fu utile a lei e al fratello nelle speculazioni finanziarie. Dovette però abbandonare questo spiacevole amante che, uso al gioco d'azzardo e all'aggiotaggio, non riusciva più a restituirle i vari prestiti che Claudine gli aveva concesso, e oltretutto si permetteva di spargere calunnie sul suo conto. Ancora una volta, Madame de Tencin mancò di prudenza: La Fresnaye, perduti gran parte dei propri beni, ebbe il cattivo gusto di suicidarsi nell'anticamera del salotto di Claudine, il 6 aprile 1726, lasciando scritto nel testamento di considerarla responsabile della sua morte. Quest'episodio le costò tre mesi di Bastiglia, dove ebbe per vicino di cella il detestato Voltaire, uscendone comunque legalmente arricchita delle ultime spoglie dell'antico amante.

### Un salotto di prestigio

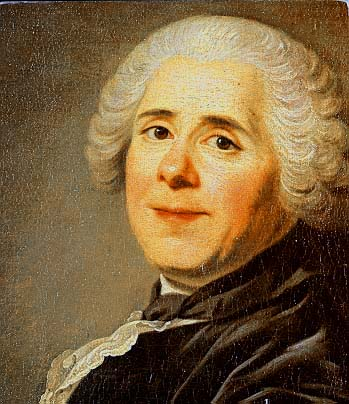
Pierre Carlet de Marivaux

Intanto riservava il suo tempo migliore al salotto letterario. I maggiori scrittori dell'epoca, raccolti dal salotto della marchesa de Lambert nel 1733, vi si affollarono. Vi si vide, tra gli altri, Fontenelle, l'amico di sempre, Pierre de Marivaux, che dovette a lei il suo seggio all'Académie (1742) e il ristoro costante delle sue finanze, l'abate Prévost, Duclos e più tardi Marmontel, Helvétius, Marie-Thérèse Geoffrin e Montesquieu, il suo «piccolo Romano», ch'ella aiuterà nella pubblicazione del De l'esprit des lois (1749), dopo la pessima edizione ginevrina del 1748.
Scrittori – non però Voltaire, che la Tencin detestava e chiamava «il geometra» – scienziati, diplomatici, finanzieri, magistrati ed ecclesiastici, di diversa nazionalità, diedero lustro al suo salotto anche fuori dei confini della Francia. Il martedì, riservato alla letteratura, in un'atmosfera di grande famigliarità, i suoi amici scrittori – da lei chiamati affettuosamente «mes bêtes» – presentavano le loro ultime produzioni o assistevano alla lettura di opere di giovani esordienti; spesso si abbandonavano al piacere della conversazione e al loro argomento preferito, la metafisica del sentimento. Secondo Delandine, sarebbero stati loro a far tornare di moda quei problemi di casistica sentimentale che, per la loro stessa astrazione, permettono le opinioni più sottili e paradossali. Del resto, nessuno più della padrona di casa eccelleva in questo genere di spirito, amando soprattutto le massime e le frasi sentenziose di cui ha disseminato i suoi romanzi che danno sovente l'impressione di essere il prolungamento romanzato di reali conversazioni salottiere; così, nei Malheurs de l'amour (Disgrazie dell'amore), si legge «Quando non si analizzano i propri sentimenti, non ci si dà il tormento di combatterli», o «Il cuore ci procura tutti gli errori di cui abbiamo bisogno» oppure «Non si dice mai chiaramente che non siamo amati» o anche «La verità sta quasi alla pari con l'innocenza».

### Gli ultimi anni
La fortuna è notoriamente capricciosa: infatti, dopo la morte del cardinale Fleury (1743) e della duchessa de Châteauroux nel 1744, Alexandrine perse ogni influenza a corte. Jean Sareil ci informa che da allora il suo nome scomparve a poco a poco dall'attualità politica e dai circoli letterari. È una donna delusa - non era riuscita, alla morte di Fleury, a far nominare primo ministro il fratello, - quella che torna alla sua ménagerie, il serraglio, come chiama il suo salotto, ma senza trascurare i suoi affari, come mostra il fatto che non esitò - a forza di processi - a rovinare due orfani pur di aggiudicarsi la baronìa dell'Ile de Ré. Ma la sua energia è affievolita dalla salute precaria e dall'obesità, non esce più dal suo appartamento al numero 75 di rue Vivienne. Nel 1746 è afflitta da una seria malattia di fegato, la vista indebolita la obbliga a dettare i suoi scritti.

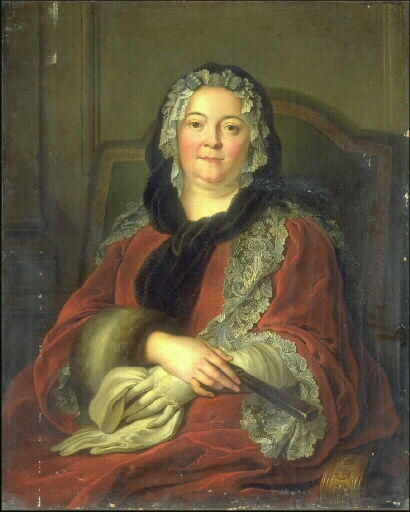
Presunto ritratto di M.me de Tencin

In queste condizioni conclude l'ultimo romanzo, Les Malheurs de l'amour, pubblicato nel 1747, che mette in scena il personaggio della vecchia Pauline, in ritiro nell'abbazia Saint-Antoine la quale, perduto l'amato, decide di prendere la penna per evadere da una realtà divenuta sgradevole. Vi è naturalmente molto di autobiografico nel personaggio: una Claudine amareggiata per aver sacrificato invano i suoi sentimenti sull'altare del potere e che ora si ritrova sola, a parte un ultimo gruppetto di amici fedeli: Marivaux, Fontenelle, il suo dottore ed erede Jean Astruc, che ancora le rende visita.
Certo, Madame de Tencin non è proprio come Pauline, donna timida e sensibile, fu segnata dall'autorità paterna e dall'ipocrisia della madre, e volle vendicarsi dell'insensibile leggerezza degli uomini facendo appello alle sue doti intellettuali. Ma forse rimpianse in vecchiaia di non aver scelto la strada del cuore nella quale invece indirizza la sua eroina e allora Les Malheurs de l'amour può essere giudicato non soltanto un romanzo di memorie sentimentale e ottimista ma anche, in controluce, il romanzo dello scacco della sua vita.
«Possa ella essere in cielo, parlava con tanta considerazione della Nostra modesta persona» scriveva papa Benedetto XIV alla notizia della morte di Madame de Tencin. La vendetta popolare le riservò invece un altro tipo di elogi:
per il decesso di Madame Tencin.

Ahimè, mi dico, povero diavolo

non resta forse suo fratello?»
(Grimm, Diderot, Raynal, Meister, etc., Correspondance littéraire, philosophique et critique)

### Il sentimento sottomesso alla ragione
Al gusto smodato di Madame de Tencin per il potere, occorre associare, diversamente dalle sue eroine, quello pronunciato per la galanteria. In effetti, se alla fine della sua vita, seppe forgiarsi un'immagine di rispettabilità, facendosi passare per una Madre della Chiesa, a lungo riempì le cronache scandalistiche dell'epoca con le sue avventure galanti nella grande società parigina. «Intrigante» (l'epiteto si trova nel maresciallo de Villars e in Madame de Genlis) abituata a fare ogni possibile uso del suo corpo e del suo spirito pur di raggiungere i suoi scopi opinione condivisa da Saint-Simon, le furono attribuiti una quantità di amanti che, essendo così numerosi, contemporanei fra loro e noti a tutti che non sempre sono stati creduti tali e in parte furono piuttosto considerati semplici amici.

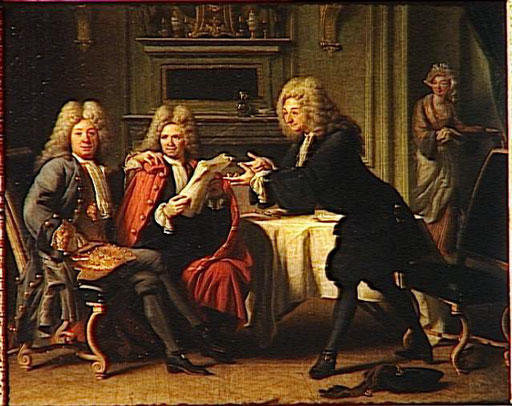
Jacques Autreau: nella donna in fondo si vuole riconoscere Madame de Tencin

Occorre aggiungere importanti politici, come il Reggente Philippe d'Orléans, presso il quale perorò la causa del fratello, qualificato dall'Orléans con parole assai dure – «non ama che le puttane che parlano d'affari tra due lenzuola»), poi, com'è noto, il cardinale Dubois, e ancora il luogotenente di polizia d'Argenson, sotto la protezione del quale ella poté aggiotare in tutta tranquillità, e poi il figlio di costui, Marc-Pierre che ereditò la carica e persino... l'amante del padre, oltre al conte de Hoym, al suo medico Astruc e al duca de Richelieu, che rappresentò la carta migliore che ella potesse giocare a Corte. La lista dei cronisti dell'epoca sarebbe ancora molto lunga ma è bene diffidarne, perché la calunnia l'ha certamente esagerata.
Sembra dunque che amare, per lei, significasse amare il potere: la maggior parte delle sue amicizie, soprattutto quelle galanti, sembrano succedersi nel «silenzio del cuore» ma anche dei sensi; avere un amico, per lei, significava prendere partito e, avere un amante, progettare un piano: tutto in lei era volontà, ogni suo desiderio tendeva imperiosamente alla sua realizzazione e i moti del suo spirito sembravano esaltarsi nello sforzo volto a darle soddisfazione.
Madame non esitò, del resto, a confessare un certo suo arrivismo, come dimostra, per esempio, il passo di questa sua lettera:
(Al duca de Richelieu, 1º agosto 1743)
Occorre tuttavia essere prudenti: in realtà, di lei non si conoscono che le relazioni pubbliche, che avevano gli affari come obbiettivo, ma niente traspare, nella sua corrispondenza, della sua vita privata. Possibile che non abbia avuto un vero amore disinteressato, come la gran parte delle eroine dei suoi romanzi? Perché non Jean Astruc, il suo medico, che ereditò i suoi beni, o il duca de Richelieu? Dopotutto arrivò a scrivergli:
(Lettera del 13 settembre 1744)

### Lodi e critiche
Se non si trova quasi nessuno che, nel Settecento, abbia criticato le sue opere o il suo salotto letterario, generale fu invece l'indignazione suscitata dai suoi intrighi sentimentali, affaristici, religiosi e politici. Saint-Simon, come la maggior parte dei memorialisti dell'epoca, non manca mai di fustigarla nelle sue Mémoires e nelle Annotations au journal du marquis de Dangeau, seguito dalla nota M.lle Charlotte Aïssé – il cui nome evoca quello di M.lle d'Essei, personaggio dei Malheurs de l'amour – la quale, nella sua corrispondenza, non si trattiene dal metterla più volte in cattiva luce. Dopo la sua morte, alla fine del secolo, la sua reputazione fu ancora più abbassata: «fu coinvolta nella riprovazione sistematica cui fu soggetta la società della quale aveva fatto parte [ [...] ] era l'epoca delle scoperte delle Mémoires secrets, della rivelazione delle corrispondenze clandestine. Tutta la corruzione di un'epoca s'incarnò in Madame de Tencin».

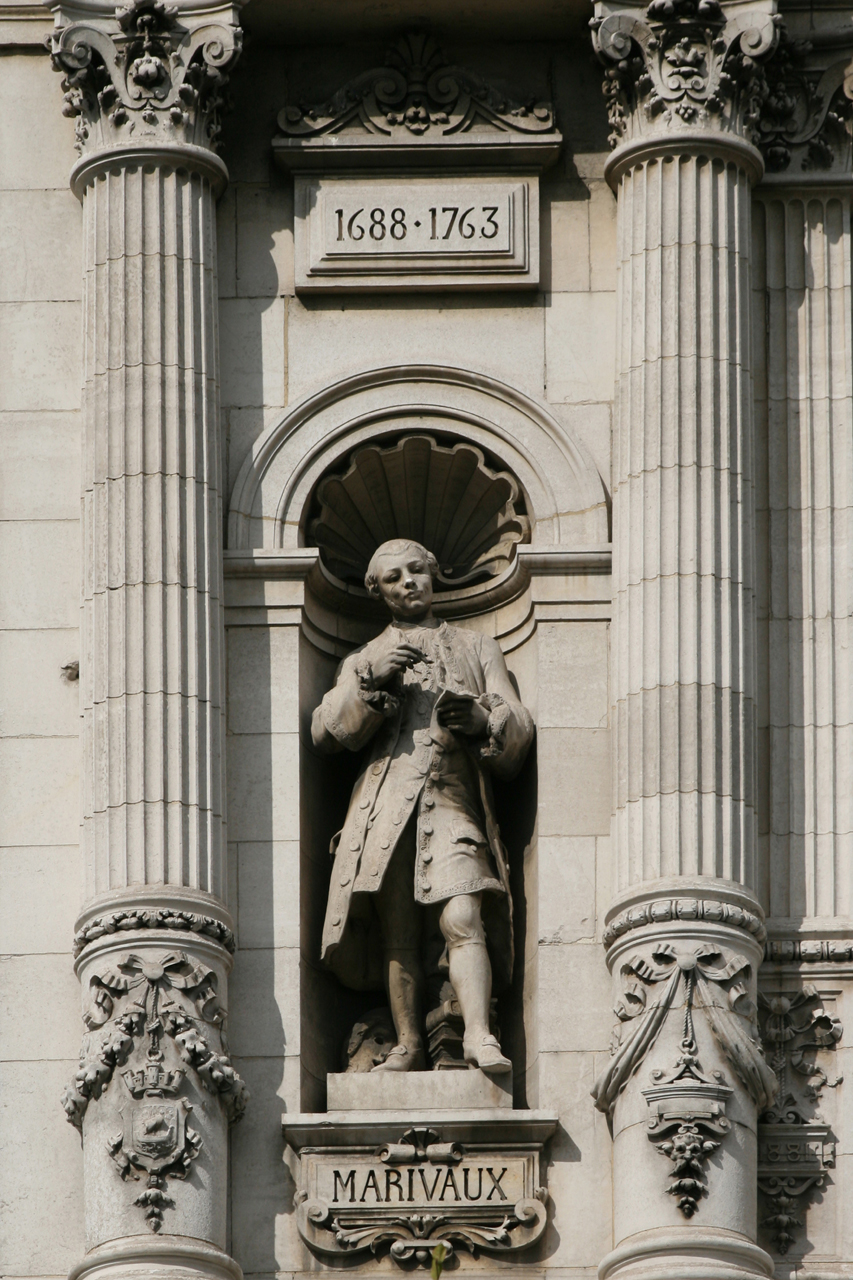
Statua di Marivaux all’Hôtel de ville di Parigi.

Al contrario, molto pochi furono coloro che la lodarono: vi furono un Piron ad apprezzarla sistematicamente, poi un anonimo che, sotto il nome di Solitaire des Pyrénées, descrive nel 1786 sul Journal de Paris le attrattive del suo salotto, e soprattutto Marivaux il quale, ne La vita di Marianne, ci dà un ritratto lusinghiero di Madame de Tencin, o piuttosto di Madame Dorsin, nome sotto il quale egli ha voluto rendere omaggio a Claudine:
(Marivaux, La Vie de Marianne, Paris, Garnier, 1963, p. 214-230)
Un tal ritratto era un'eccezione tra gli scrittori dell'epoca che conoscendo la signora e i suoi intrighi, preferivano essere discreti nei suoi confronti – è il caso di un Fontenelle, d'un Montesquieu o d'una Madame du Deffand – oppure, altri, come Marmontel, si mantenevano strettamente neutrali rispetto alle voci che circolavano su di lei e che essi non potevano non conoscere.
È allora probabile che la persona di Madame de Tencin valesse più della sua reputazione. Essendo una donna in vista, non poteva non essere nel mirino delle invidie e delle calunnie, verso le quali ella ostentò sempre indifferenza, non curandosi di smentirle, limitandosi a comportarsi come meglio credeva e lasciando giudicare gli altri. Occorre aggiungere che il suo stesso attivismo irritava la «buona società»: nello statuto giuridico dell'Ancien Régime la donna è una serva, consistendo il suo ruolo sociale nell'obbedienza, prima al padre e poi, nella nuova famiglia, al marito. Claudine non accettò di relegarsi in un tale ruolo passivo, consapevole della propria cultura e del proprio spirito che, come sottolinea Marivaux nei suoi Étrennes aux Dames, aveva «tutta la forza di quello di un uomo». L'aspetto maschile del suo carattere era talmente predominante che la Tencin fu richiamata all'ordine dal cardinale Fleury con parole di questo tenore:
(Lettera del 15 giugno 1730)

## La scrittrice
Molti lettori si sono chiesti come una donna con il carattere di Madame de Tencin abbia potuto concepire romanzi colmi di sensibilità, ove si esprimono anime tenere e delicate e invano vi si trova una donna cinica e sfrontata del tipo di Claudine. Ma realmente questi romanzi fanno l'apologia della virtù, consacrando eroine dolci e sottomesse e valorizzando la forza del sentimento sulle ragioni dell'intelletto? In realtà, in quei romanzi si trova la trasposizione di eventi importanti della vita della Tencin, si esprimono certi audaci tratti del suo carattere, si sviluppano tesi esaltanti certi suoi valori del tutto contrari al conformismo dell'epoca. Tolta la vernice classicista, l'esame dell'universo morale dei suoi romanzi prova che la distanza tra l'opera e la scrittrice è apparente: Madame de Tencin vi appare tutta intera, non già incarnata in questo o quel personaggio, ma come parcellizzata in ciascuno di essi.
Madame de Tencin non ha mai spiegato le ragioni che la spinsero a scrivere i suoi romanzi. Secondo Delandine volle mettersi al livello dei letterati del suo tempo e insieme avere l'occasione di evadere dalle tempeste quotidiane e confidare ai suoi amici lontani, indirettamente, con i suoi scritti, le proprie speranze e i propri timori.

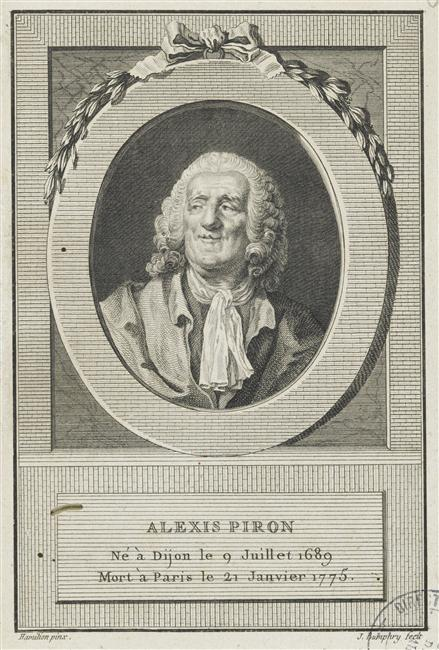
Alexis Piron

D'altra parte, Claudine pubblicò le sue opere in forma anonima, ritenendo che non fosse consono a una signora di livello - come avvenne nel caso alla marchesa de Lambert, che si considerò disonorata quando vide stampati i suoi Avis d'une mère à sa fille – abbassarsi a scrivere romanzi, a meno che ciò non fosse per evitare di fornire armi polemiche ai suoi nemici. In ogni caso, questa specie di segreti non si conservano a lungo: già l'abate Raynal scriveva nel 1749 a un corrispondente straniero di attribuire alla Tencin «tre opere piene di piacevolezze, di delicatezze e di sentimenti». Anche i frequentatori del suo salotto, godendo della sua confidenza, non potevano essere all'oscuro della sua passione letteraria e così una poesia di Piron, Danchet aux Champs-Elysées, in termini nemmeno velati, lascia intendere l'identità dell'autrice delle Malheurs de l'amour, rivolgendosi a lei in questi termini:
Così, per trent'anni dalla prima pubblicazione (1735) le sue opere rimasero anonime e le supposizioni sul nome dell'autore s'indirizzarono curiosamente verso la cerchia familiare, ai nipoti d'Argental e Pont-de-Veyle; forse fu lei stessa a favorire queste attribuzioni, quasi non volesse separarsi del tutto dalle sue creazioni, anche se l'opinione da lei nutrita sui nipoti era poco lusinghiera, specialmente sul d'Argental, definito in una lettera del 1743 al duca de Richelieu, «una pappa molle, incapace di occuparsi di qualunque cosa seria, capace solo di sciocchezze e banalità». Quanto à Pont-de-Veyle, autore di commedie del tipo Le Complaisant (1733) o Le Fat puni (1738), è lontanissimo per stile e contenuto ai romanzi che gli si volevano attribuire.
A quest'ultimo attribuiva le Malheurs Voltaire in un biglietto scritto in italiano a Madame Denis:
Finalmente, nel 1767 apparve il primo scritto che rivelava l'identità reale dell'autore dei tre romanzi: l'abate de Guasco, in una nota della sua edizione delle Lettere familiari del presidente de Montesquieu, scrive che suo fratello, il conte Octavien de Guasco, aveva chiesto nel 1742 a Montesquieu se Madame de Tencin fosse stata l'autrice delle opere che alcuni le attribuivano e si vide rispondere che egli aveva promesso alla sua amica di non rivelare mai questo segreto, ma che l'avrebbe ammesso solo dopo la morte di Claudine. E così fu:
La sua opinione fece scuola: da allora, il nome di Claudine de Tencin figurò regolarmente nelle storie letterarie e nei dizionari dell'epoca. Verso il 1780, la maggioranza del pubblico e della critica – con la notevole eccezione dell'abate de Laporte nella sua Histoire littéraire des femmes françoises (1769) – era ormai convinta che ella fosse stata l'unica autrice dei romanzi e la prima edizione delle sue opere complete, nel 1786, vide apparire per la prima volta il suo nome in testa ai titoli. Dopo la notevole opera di Pierre-Maurice Masson (del 1909, riveduta nel 1910), consacrata alla vita e all'opera della Tencin, nessuno più pensa seriamente a sottrarle la gloria che le spetta.

### LeMémoires
Claudine esordì anonimamente nel 1735, presso l'editore parigino Néaulme, con il breve romanzo, le Mémoires du comte de Comminge (Memorie del conte de Comminge), ottenendo un successo immediato e il libro ebbe una seconda edizione l'anno seguente. Critica e pubblico furono unanimi nell'apprezzare le qualità letterarie dell'opera. Prévost, in le Pour et Contre, loda la vivacità, l'eleganza e la purezza dello stile, mentre il critico svizzero La Harpe, nel Lycée ou cours de littérature ancienne et moderne del 1799, lo considera il pendant de La principessa di Clèves. Il romanzo fu tradotto in inglese nel 1746, in italiano nel 1754 e in spagnolo nel 1828 e ispirò a Claude-Joseph Dorat la sua Lettre du comte de Comminge à sa mère, e a Madame de Gomez la novella Les Amants cloîtrés.
Fu adattato anche al teatro: Baculard d'Arnaud ne trasse ispirazione per il suo dramma Les Amants malheureux, del 1764. Le Mémoires furono costantemente riedite in Francia fino all'inizio del Novecento e, dopo un periodo di eclissi, sono state riproposte nella seconda metà del secolo.

### Le Siège de Calais
Quattro anni dopo, nel 1739, a Parigi comparve, ancora anonimo, il secondo romanzo di Madame de Tencin, Le Siège de Calais, nouvelle historique, (L'assedio di Calais, novella storica), che è dedicato a uno sconosciuto M.:
Sono due volumi composti di più episodi indipendenti fra loro, che sollevarono un consenso generale e furono paragonati ancora al capolavoro di Madame de La Fayette, La principessa di Clèves: paragone in realtà azzardato, perché, se lo stile è notevole, meno felice è il trattamento dei personaggi.
Grazie a questi due romanzi, il nome di Madame de Tencin sopravvisse letterariamente fino al XIX secolo; ma ella è autrice di altre due opere, Les Malheurs de l'amour (1747), vera perla della letteratura settecentesca, e degli incompiuti Anecdotes de la cour et du règne d'Édouard II, roi d'Angleterre.

### GliAnectodes
Gli Aneddoti furono pubblicati postumi nel 1776, dall'editore parigino Pissot, con approvazione e privilegio reale. Claudine scrisse le due prime parti, mentre il resto è di mano di Madame de Beaumont - autrice delle famose Lettres du marquis de Rozelle - che decise di completare l'opera lasciata incompiuta venticinque anni dopo la morte di Madame de Tencin, segno, questo, che ella godeva ancora di grande stima letteraria. Tuttavia l'opera passò quasi inosservata: fu riedita solo otto volte, e sempre nelle opere complete della Tencin, mentre le sole Mémoires du comte de Comminge vantano una quarantina di riedizioni. La critica non se ne occupò e l'insuccesso è certamente dovuto alla struttura barocca del libro, fatta di episodi isolati e incastrati artificialmente nell'insieme di una narrazione che conosce sviluppi poco credibili. Vi è chi ritiene che il romanzo fosse un'opera giovanile di Madame de Tencin che lei stessa, insoddisfatta, abbia abbandonato.
Madame de Tencin avrebbe anche scritto intorno al 1720 una Chronique scandaleuse du genre humain, un riassunto di episodi scandalosi avvenuti nella storia - ma di tale opera non vi è traccia - e una Histoire d'une religieuse écrite par elle-même, breve racconto pubblicato nel maggio 1786 a Parigi e attribuito dall'editore a Madame de Tencin. Non esiste alcuna prova, tuttavia, che Claudine possa esserne l'autrice e del resto il critico Franco Piva l'attribuisce a Jean-François de Bastide.

### Les Malheurs de l'amour
Dopo otto anni di silenzio letterario, Madame de Tencin, in cattive condizioni di salute tanto da non lasciare quasi più il suo appartamento di rue Vivienne, pubblicò, sempre in modo anonimo, il suo terzo romanzo Les Malheurs de l'amour (1747). L'edizione originale di questo romanzo, memorialistico e sentimentale, è in due volumi pubblicati a Parigi senza privilegio. Sotto il titolo appare l'epigrafe Insano nemo in amore sapit, tratta dal II libro dall'elegia XIV di Properzio, che in realtà è Insano nemo in amore videt. Sotto l'epigrafe compare una vignetta che illustra il verso di Properzio, rappresentando la supremazia dell'amore sulla ragione.
La lettera di dedica, indirizzata a un M***, recita
simile a quella che si trova nel Siège de Calais. Il romanzo ebbe grande successo appena pubblicato, tanto da rendere necessaria una nuova edizione in quello stesso anno; fu apprezzato anche a Versailles. Daniel Mornet, nel suo articolo Les Enseignements des bibliothèques privées (1750-1780), ci informa che esso parte fino al 1760, con le Lettres d'une Péruvienne, dei nove romanzi più letti in Francia. Ma la sua fama passò all'estero: dagli anni cinquanta fu tradotto in inglese e ispirò miss Frances Chamberlaine Sheridan nelle sue Memoirs of Miss Sidney Bidulph, extracted from her own Journal (1761). Jean-Rodolphe Sinner de Ballaigue l'adatterà nel 1775 per il teatro. Durante il periodo rivoluzionario ebbe una nuova voga e fu riedito, ma con altro titolo: Louise de Valrose ou Mémoires d'une Autrichienne, traduits de l'allemand sur la troisième édition (1789). Infine, il terzo periodo di auge delle Malheurs de l'amour si colloca nei primi trenta anni dell'Ottocento, avendo una riedizione ogni cinque anni circa: i classicisti apprezzarono lo stile naturale e il suo buon gusto, mentre la generazione romantica ne godette la malinconia e la passione; dagli anni ottanta cominciò rapidamente a declinare, fino a non conoscere più una sola edizione nel XX secolo.
Il successo del libro fu dovuto essenzialmente dalla disciplina classicista alla quale si attenne Madame de Tencin. La critica del tempo ne ammirò le qualità letterarie, ossia la vivacità, l'eleganza e la purezza dello stile: i lettori lo giudicarono semplicemente «un libro scritto bene», mentre le lettrici, in particolare, apprezzarono certi episodi molto «sovversivi» per l'epoca, e le rivendicazioni femminili che ne conseguivano.
Il libro appartiene al genere memorialistico, forma canonica del romanzo francese tra il 1728 e il 1750. Se ne distingue, tuttavia, per il fatto che l'io narrante non mira a dare una versione personale dei fatti storici, ma s'interroga su sé stesso e, in particolare, sulla sua vita interiore piuttosto che sulla sua vita pubblica. Non solo: esso è uno dei primi romanzi imbastiti sui ricordi di una borghese. Questo cambiamento di prospettiva mirato alla scoperta del proprio essere e alla natura della felicità è realizzato ponendo in primo piano l'analisi psicologica: è l'io ad essere al centro della scena, e non le avventure, come avviene nel romanzo barocco, sicché la narrazione risulta fusa e omogenea. Gli avvenimenti non sono mai narrati nella forma della terza persona, ma sono descritti attraverso i ricordi della protagonista, Pauline: tutto scorre sotto l'ottica del suo punto di vista, senza che ciò le impedisca a volte di dare la parola ad altri personaggi, come a oggettivare i fatti pur mantenendo la narrazione alla prima persona.
Madame de Tencin non si è posta il problema del rapporto tra finzione e realtà: il dato reale la interessa solo nella misura in cui esso è vissuto dall'uomo. Se il suo romanzi, come altri, si carica di realtà sociali, è solo perché queste le permettono d'interrogarsi sulle possibilità di realizzare se stessa e sulle antinomie della virtù e della felicità. Così, ne Les Malheurs de l'amour vi è il giusto equilibrio tra immaginazione e osservazione dell'altro, per ottenere dal lettore «l'adesione criticamente lucida a un falso più vero della verità stessa» (Henri Coulet). Tuttavia, questo romanzo permette all'irrealtà di esplodere in irruzioni incontrollate a favore di un cliché romanzesco - il tentativo di rapimento della protagonista, l'apparizione di una coppia di gemelli, i successivi qui pro quo - e anche, straordinariamente, di auto-parodie che costituiscono una sorta di mise en abîme del romanzo, come è mostrato nella seguente risposta di Eugénie a Pauline:
oppure:
L'infatuazione della scrittrice per l'autoanalisi non è senza influenza sul trattamento dello spazio, perché implica non solo la massima chiusura spaziale, ma anche l'osservazione dell'unico campo che veramente la interessa: l'io amante. Così il romanzo, secondo il costume dell'epoca, mostra poco: la natura esterna, di campagna, urbana o esotica che sia, è semplice decorazione. Ma se Madame de Tencin non ricerca il pittoresco, non elimina nemmeno ogni colore locale. Ella precorre, in qualche modo, le atmosfere noir che fioriranno alla fine del secolo e vi aggiunge del patetico: così, per esempio
A questa descrizione, che sembra tratta dai suoi ricordi della Bastiglia, si può aggiungere un'altra derivante dalla sensibilità esacerbata dell'eroina, che le fa portare uno sguardo nuovo sul mondo circostante:
I personaggi si muovono dunque in uno strano mondo astratto, chiudendosi a poco a poco negli stessi luoghi chiusi: camere mortuarie, oscuri castelli sorgenti nella campagna, isolate abbazie, conventi e foreste inquietanti, che saranno lo scenario del melodramma ottocentesco. Per Chantal Thomas, una tale rappresentazione del mondo si rivela essere in definitiva «una metafora dell'amore» che traduce perfettamente il conflitto latente che esiste tra due amanti. Bisogna infatti parlare di conflitto, perché i loro incontri sono originati da una lotta che a volte si volge contro se stessi - tutti i miei sentimenti sono chiusi, non posso permettermi né di odiare né di amare, confida M.lle d'Essei - contro i propri difetti e contro l'innamorato, dove anche la sofferenza diviene un'arma:
Questa lotta, necessaria affinché il vero amore trionfi, evoca i diversi e opprimenti luoghi del romanzo, conferendogli il suo sostenuto tono di astrazione: il metaforico prevale sul letterale. E su questa lotta, o piuttosto su tale serie di casi sentimentali estremi Madame de Tencin concentra tutti i suoi sforzi. Non li risolve da moralista, come farebbe un romanziere a tesi, ma preferisce descriverli e analizzarli con precisione per trovarvi ancora una sfumatura nuova, non ancora avvertita, e se l'accento cade sulla personalità psicologica dei personaggi, questa non è analizzata nella sua interezza, ma solo in rapporto alle prove sopportate durante l'esperienza amorosa.

## La morale del cuore e dell'istinto
Dal romanzo sentimentale in voga nella prima metà del secolo XVIII, Madame de Tencin trae i principali elementi: la narrazione a episodi, l'intreccio più verosimile che romanzesco, che permetta al lettore d'interrogarsi sulle possibilità di realizzare i propri progetti, una cornice moderna, quasi borghese, il predominio degli stati affettivi e la finezza della psicologia posta in primo piano, poiché la verità non si trova più nei fatti ma piuttosto nell'ordine delle realtà morali. I suoi quattro romanzi si distinguono tuttavia per una serie di differenze che attingono tanto la struttura del romanzo che le convenzioni sociali dell'epoca.
Contro tali convenzioni la Tencin mira a emancipare la donna dalle sue tutele sociali e parentali, e da una concezione dominante della «virtù» che la rende sottomessa e ne fa un «secondo sesso»: mentre la maggior parte dei romanzieri del tempo si contentano di denunciare l'ipocrisia della morale, rappresentando le prove della virtù e l'infelicità dell'amore, Madame de Tencin, precedendo il marchese de Sade di almeno quarant'anni, rifiuta la morale del secolo a vantaggio dell'istinto, guida essenziale dell'agire. Esalta una «filosofia del cuore» che sfocia nella morale del sentimento, che s'impone alle protagoniste dei suoi romanzi dal contrasto esistente tra l'esistenza infelice votata al rispetto della morale pubblica e quella volta al rispetto delle esigenze del «cuore», le sole che permettono di raggiungere l'autentica felicità: il realizzarsi dell'essere nell'accettazione dell'amore.
L'essere umano, scrive Paul van Tieghem, non vive
La morale naturale proposta da Madame de Tencin si approssima a quella degli autori della seconda metà del Settecento, che reagivano contro il culto della ragione che doveva governare la volontà, l'ideale del classicismo, e privilegiavano i diritti del sentimento e della passione. Questa non è più considerata una debolezza ma un privilegio delle anime sensibili, titolo sufficiente a giustificare una condotta contraria alle tradizioni e alle leggi. Si approssima, tuttavia, e non s'identifica, perché per la maggior parte di questi autori, la passione ripiega quando viene a conflitto con la vecchia morale, come mostra la Nouvelle Héloïse, la Bibbia del sentimento del secolo. La morale della Tencin è più vicina all'idea romantica per la quale amare con furore e disperazione è il sommo della felicità, l'amore è il dono totale di sé, è l'ardore del sacrificio. Madame de Tencin si sforza, attraverso le sue storie d'amore, di farci comprendere che per essere felici bisogna rischiare di amare, malgrado gli ostacoli che non mancheranno di presentarsi.
D'altra parte, nei romanzi della Tencin, le protagoniste finiscono sempre col perdere l'oggetto amato, ma non è l'amore - che permette all'amante di realizzars se stesso - responsabile della sua infelicità. La sconfitta delle ambizioni sentimentali ha più cause: una società scettica sulle priorità del cuore, l'amor proprio delle eroine, la leggerezza dell'amato. Non basta allora osare amare, ma è necessario difendere l'amore contro tutto ciò che lo minaccia.

## L'epistolario
Nelle lettere, Madame de Tencin appare a tutto tondo: vivace, maliziosa, caustica, anche cattiva, ed esprime giudizi con un'acutezza quale si esprime, per esempio, a proposito del ministro Maurepas:
(Lettera al duca di Richelieu, 1º agosto 1743)

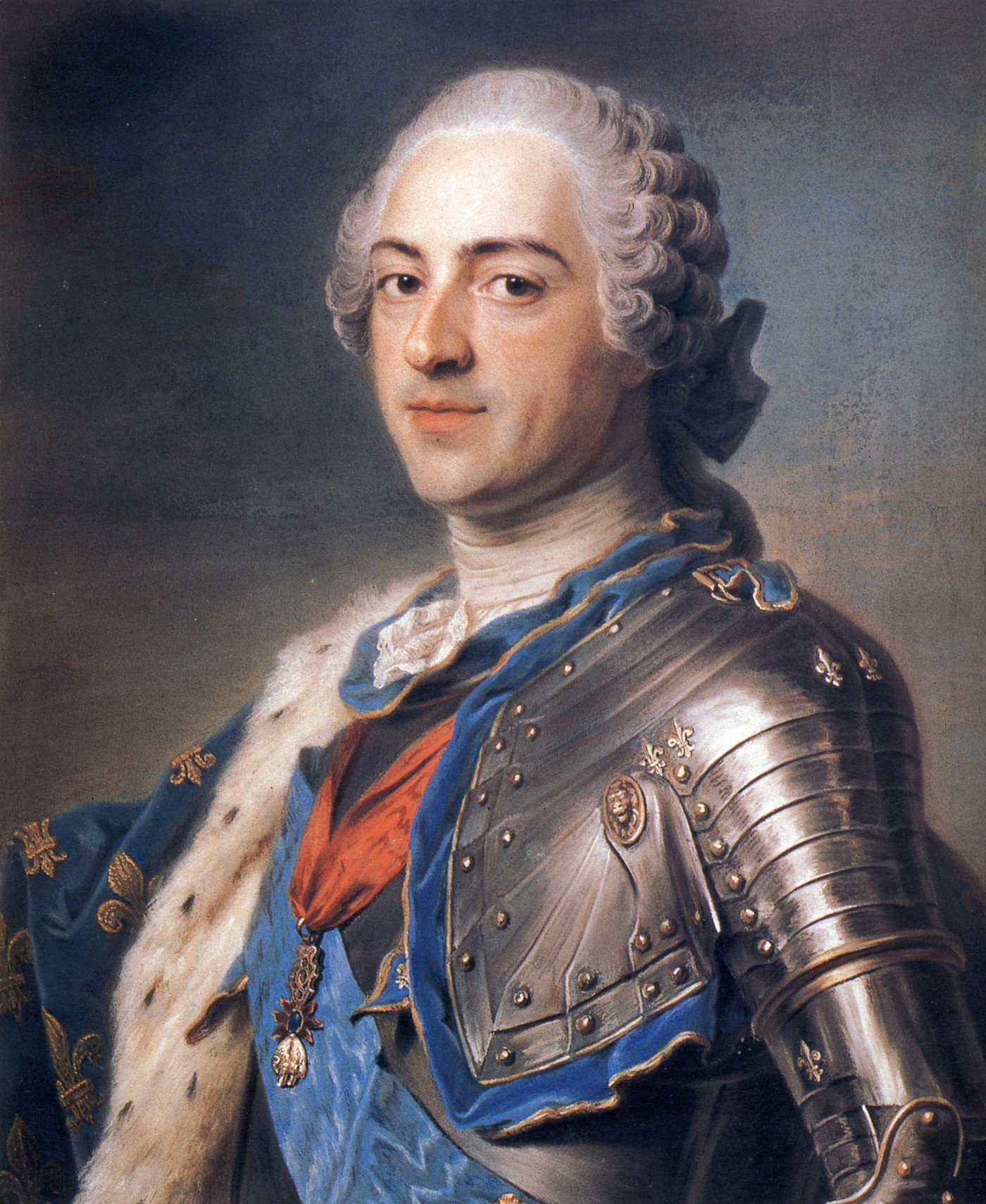
Maurice Quentin de La Tour: Luigi XV

Secondo lei, con tali servitori della Francia, «a meno che Dio non ci metta le mani, è impossibile che lo Stato non vada a gambe all'aria». I ministri hanno «più potere oggi che sotto Luigi XIV e governano in modo dispotico [...] mentre gli affari di Stato dovrebbero occupare, se possibile, 48 ore al giorno, le teste migliori del regno passano la giornata all'Opéra» Ma il maggior responsabile è Luigi XV:
(Lettere al duca di Richelieu, 22 giugno, 24 luglio, 1º agosto e 30 settembre 1743)
Le lettere di Madame de Tencin offrono dunque uno spettacolo «raro e non privo di bellezza», di una pura volontà femminile, sorretta da uno spirito lucido e libero, teso senza cedimenti alla difesa dei suoi propri interessi - certamente - ma anche di quelli della Francia, che ella amava al di sopra di tutto.

### Opere
- Mémoires du comte de Comminge, Paris 1735
- Le Siège de Calais, nouvelle historique, Paris 1739
- Les Malheurs de l'amour, Paris 1747
- Anecdotes de la cour et du règne d'Édouard II, Roi d'Angleterre, Paris 1776

### Studi
- Christophe Bois, La Construction de l'illusion dans les récits de Madame de Tencin, tesi, Lyon, Université Lyon III, 2005
- Martina Bollmann, Madame de Tencin romancière, tesi, Paris, Université de Paris III, 1982
- Henri Coulet, Expérience sociale et imagination dans les romans de Mme de Tencin, «Cahiers de l'Association internationale des études françaises», 46, 1994
- Benedetta Craveri, La civiltà della conversazione, Milano 2006 EAN 9788845920608
- Jean Decottignies, Les Romans de Madame de Tencin, fable et fiction, in «La Littérature des Lumières en France et en Pologne. Terminologie. Echanges». Actes du colloque franco-polonais organisé par l'Université de Wroclaw et l'Université de Varsovie, Varsovie 1976
- Antoine-François Delandine, Œuvres de Mme de Tencin, précédées d'Observations sur les romans et en particulier sur ceux de Mme de Tencin, par M. Delandine, correspondant de l'Académie royale des Belles-Lettres et inscriptions etc., à Amsterdam, et se trouve à Paris, 1786, 7 vol. in-12
- Marianna D'Ezio (a cura di), Claudine Alexandrine Guérin de Tencin, The History of the Count de Comminge, translated by Charlotte Lennox, introduzione e note di Marianna D'Ezio, Newcastle upon Tyne: Cambridge Scholars Publishing, 2011
- Pierre Fauchery, La Destinée féminine dans le roman européen du XVIIIe siècle, Paris, A.Colin, 1975
- Pierre-Maurice Masson, Une Vie de femme au XVIIIe siècle: Madame de Tencin (1682-1749), Genève, Slatkine, 1970
- Charles Coynart, Les Guérin de Tencin (1520-1816), Paris, Hachette, 1910
- René de Castries, Madame de Tencin: 1682-1749, Paris, Perrin, Perrin, 2004 ISBN 2-262-02302-6
- Stuart Johnston, Letters of Madame de Tencin and the Cardinal de Tencin to the Duc de Richelieu, Paris, Editions Mazarine, 1967
- Pascale Sylvie Vergereau Dewey, Mesdames de Tencin et de Graffigny, deux romancières oubliées de l'école des cœurs sensibles, tesi, Università di Rice, Houston, 1976
- Eugène de Mirecourt e Marc Fournier, Madame de Tencin, Paris, G. Roux et Cassanet, 1847
- Patricia A. Sadler Moore, The Birth of the Corrupt Heroine. Gestations in the Novels of Madame de Tencin, tesi dell'Università della Florida, 1980
- Robert Mauzi, L'Idée du bonheur dans la littérature et la pensée française au XVIIIe siècle, Paris, Colin, 1960
- Duc de Richelieu, Cardinal de Tencin et Mme de Tencin, Correspondance du Cardinal de Tencin, ministre d'État, et Madame de Tencin sa sœur, avec le duc de Richelieu, sur les intrigues de la cour de France depuis 1742 jusqu'en 1757, et surtout pendant la faveur des dames de Mailly, de Vintimille, de Lauraguais, de Châteauroux et de Pompadour, Paris, 1790
- Michaela A. Ionescu, Le Sentiment de la solitude chez quelques romancières du XVIIIe| siècle: Mesdames de Tencin, de Graffigny et de Charrière, tesi, Indiana University, 1997
- Joël Pittet, Les Malheurs de l'amour: Un roman-mémoires sentimental pessimiste du siècle des Lumières?, Université de Fribourg, Fribourg, 1992
- Jean Sareil, Les Tencin, Genève, Droz, 1969
- Paul van Tieghem, «La Sensibilité et la passion dans le roman du XVIIIe siècle», Revue de littérature comparée, vol. 6, 1926, p. 425-426.
- René Vaillot, Qui étaient Madame de Tencin et le Cardinal?, Paris, Le Pavillon, 1974
- Vivienne Mylne, The Eighteenth-Century French Novel, Manchester, Manchester University Press, 1965
- F. Piva, Sull'attribuzione dell'Histoire d'une religieuse écrite par elle-même, «Quaderni di lingue e letterature straniere», Università di Verona, 22, 1997